# Madden NFL 06
Madden NFL 06 är ett amerikanskt fotbollsdatorspel som släpptes 2005. Det är också ett lanseringsspel för Xbox 360. Det är den 16:e delen av Madden NFL-serien av EA Sports, namngiven efter den tränaren och experten John Madden. Produkten har tidigare Philadelphia Eagles quarterback Donovan McNabb på omslaget. Det är det första Madden-spelet för PlayStation Portable och Xbox 360.
Spelets omslag var det första Madden fotbollsspelet att inte inkludera en bild på Madden.